# Chiesa di San Pietro (Tenno)
La chiesa di San Pietro è una chiesa cattolica situata sul Monte Calino, nel comune di Tenno, in provincia di Trento; è sussidiaria della parrocchiale dell'Immacolata di Tenno e fa parte dell'arcidiocesi di Trento.

## Storia

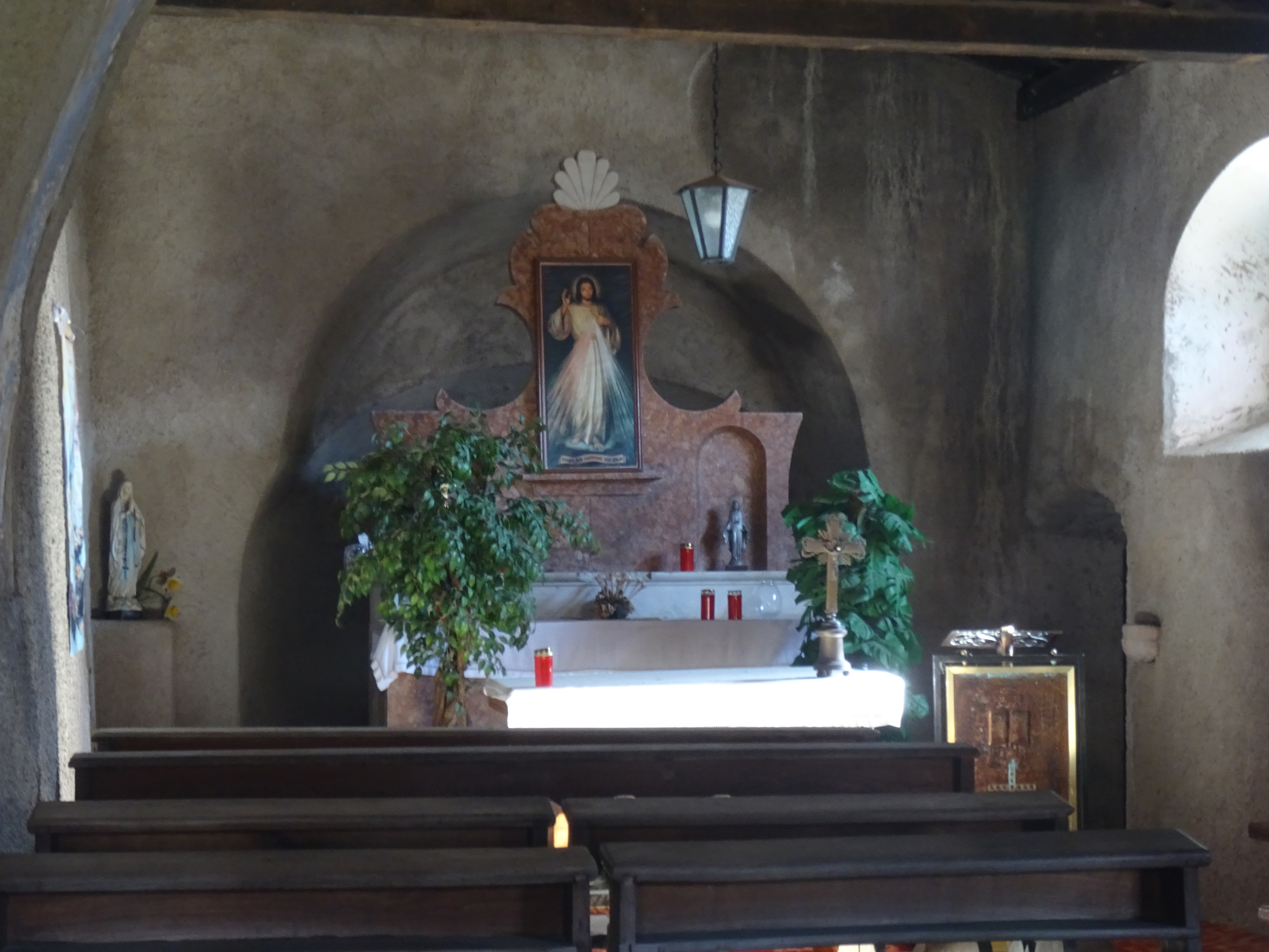
Interno

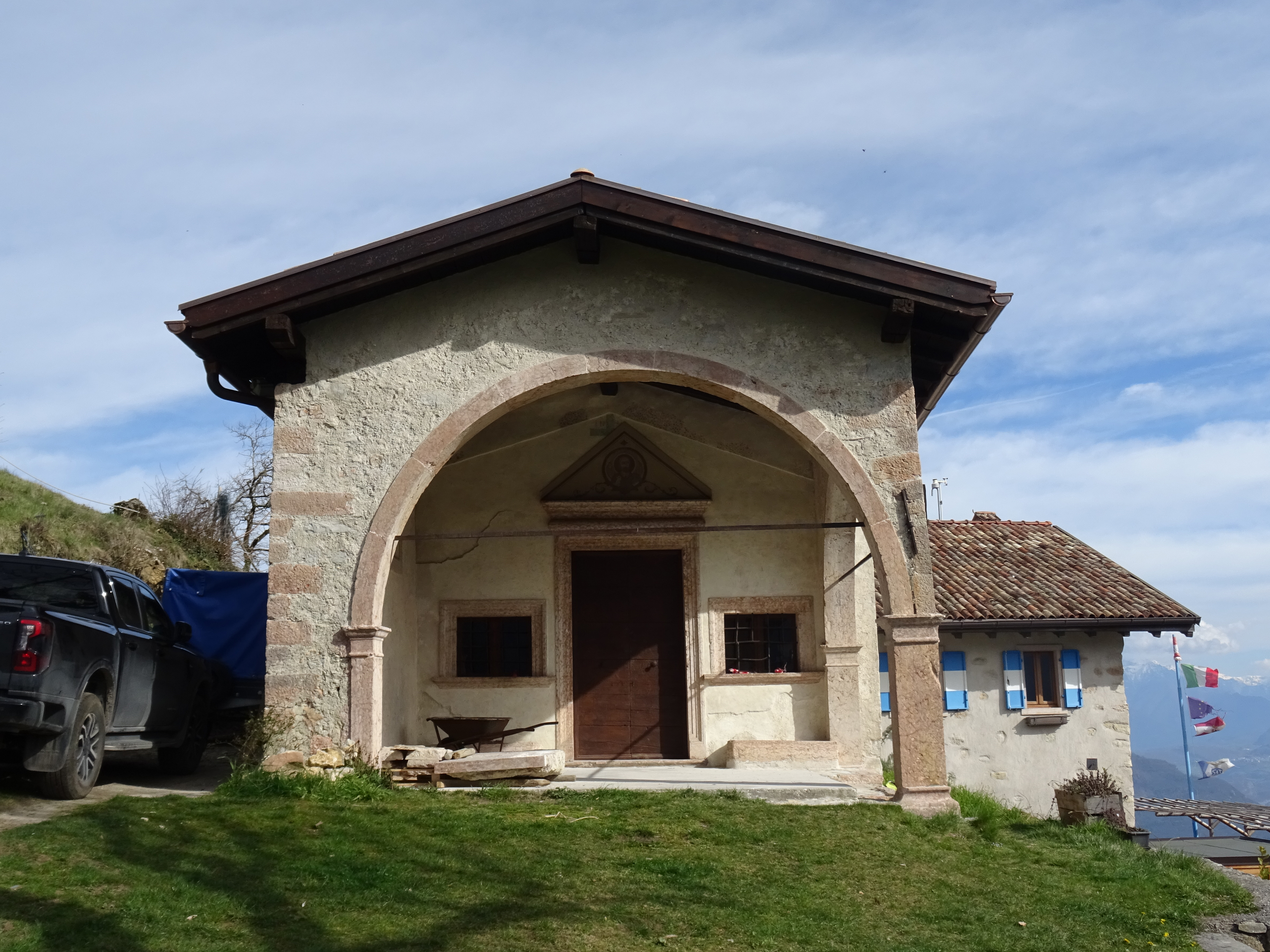
Portico e facciata

La prima citazione documentale di questa chiesa risale al testamento di una tal Gisla, moglie di Bertolo de Cazoli di Riva, del 1296; verso la fine del Cinquecento venne probabilmente ricostruita, come si può desumere dalla data 1580 posta sul retro, e nel 1681 venne aggiunto il portico.
Com'era comune per le chiese in posizione isolata, anche San Pietro venne per un periodo custodita da eremiti, dalla condotta non sempre irreprensibile. Verso la fine del Settecento cominciò ad trascurata, cadendo progressivamente in degrado; secolarizzata con gli editti napoleonici, finì per essere usata come riparo estemporaneo da viandanti e animali.
Venne ristrutturata e riaperta al culto nel 1821, ma rimase comunque poco frequentata. Nel 1930, l'eremo adiacente venne ceduto alla sezione rivana della SAT, che lo trasformò in rifugio alpino; nello stesso periodo venne rimaneggiato anche l'interno della chiesa, coprendo sotto un grezzo strato d'intonaco i frammenti d'affresco che erano ancora visibili nella navata e nell'abside (tra cui spiccava un'Ultima Cena).
Attualmente è oggetto di restauro.

## Descrizione

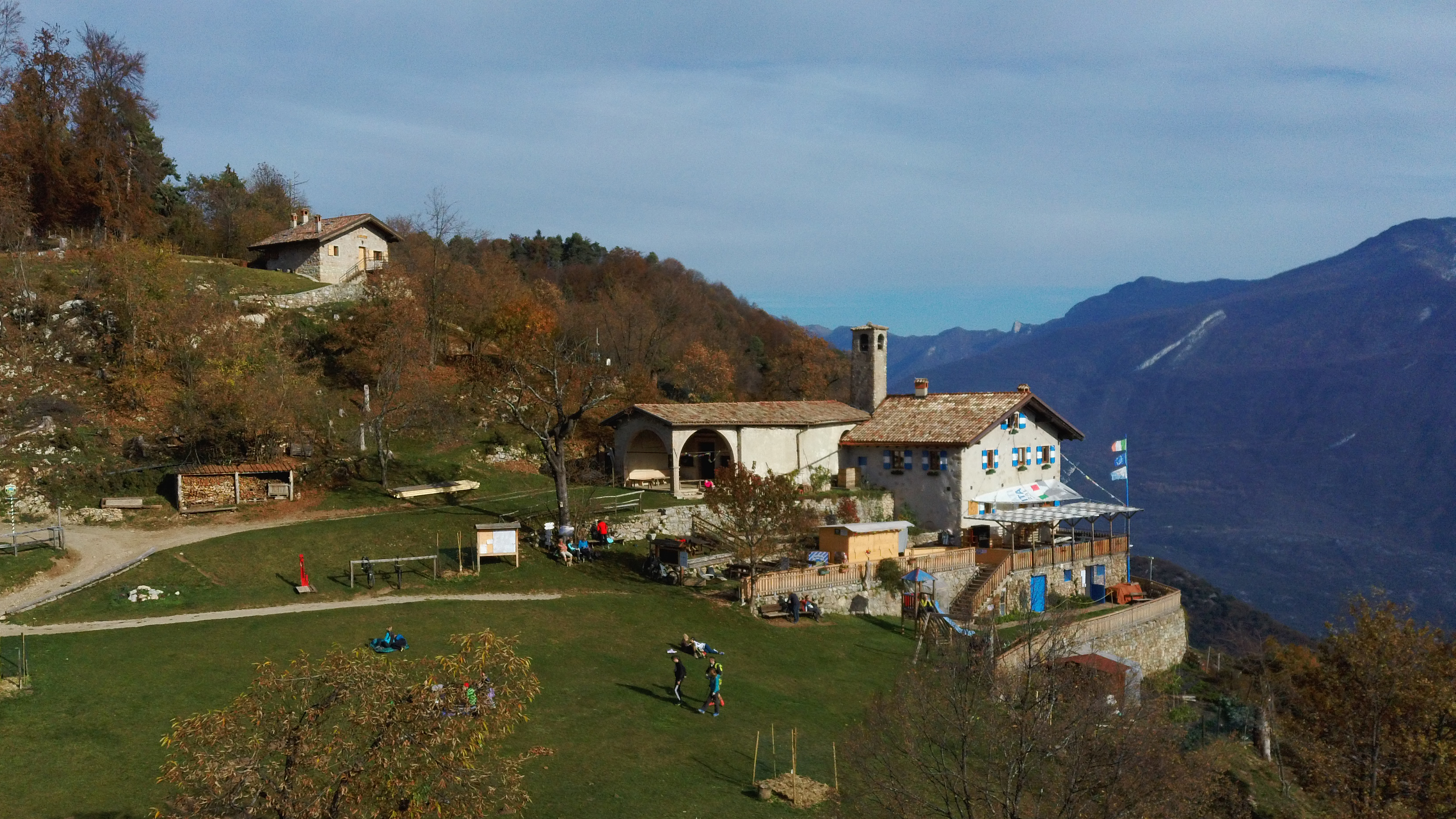
La chiesa e il rifugio

La chiesa, regolarmente orientata verso est, si trova su un terrazzamento del Monte Calino, e gode di una vista panoramica verso il lago di Garda. Si presenta con facciata a capanna, introdotta da un portico con arcate a tutto sesto, chiuso sul lato sinistro. La facciata è aperta dal portale architravato e da due finestrelle rettangolari ai suoi lati, chiuse da grate metalliche.
In posizione arretrata, sul lato destro, si innalza il campanile a base quadrata, con cella campanaria a quattro monofore e tetto a quattro falde (in coppi, come sul resto della struttura). Sul retro, la chiesa è appoggiata al fabbricato che anticamente ebbe funzione di eremo, e che oggi ospita il rifugio San Pietro.
L'interno è composto da un'unica navata a pianta rettangolare, suddivisa in due campate da un'arcata a sesto acuto; il presbiterio, rialzato di alcuni gradini, termina con un'abside semicircolare.